# Nowa Kuźnia (województwo opolskie)
Nowa Kuźnia (dodatkowa nazwa w j. niem. Neuhammer) – wieś w Polsce położona w województwie opolskim, w powiecie opolskim, w gminie Prószków.
| SIMC    | Nazwa | Rodzaj    |
| ------- | ----- | --------- |
| 0998903 | Osiny | część wsi |

W 1903 we wsi urodził się werbista, Jacek Kubica, trzeci prowincjał polskiej prowincji tego zakonu. Od 1950 miejscowość położona jest w województwie opolskim. Na jej terenie znajduje się rezerwat przyrody Staw Nowokuźnicki.